# Procopius aeneolus
Procopius aeneolus är en spindelart som beskrevs av Simon 1903. Procopius aeneolus ingår i släktet Procopius och familjen flinkspindlar.
Artens utbredningsområde är Ekvatorialguinea. Inga underarter finns listade i Catalogue of Life.